# Kelsey Grammer
Allen Kelsey Grammer (sinh ngày 21 tháng 2 năm 1955) là nam diễn viên, nhà sản xuất phim người Mỹ. Ông nổi tiếng với vai bác sĩ tâm thần Frasier Crane trong phim hài Cheers (1984–1993) của đài NBC và phần spin-off Frasier (1993–2004, 2023-2024). Với hơn 20 năm lên sóng, đây là một trong những nhân vật có thời lượng dài nhất do một diễn viên thủ vai trong lịch sử truyền hình giờ vàng. Grammer đã nhận nhiều giải thưởng, bao gồm sáu giải Emmy, ba giải Quả cầu vàng, một giải Nghiệp đoàn diễn viên màn ảnh và một giải Tony.
Ở lĩnh vực điện ảnh, ông được biết đến với vai Hank McCoy / Beast trong các phim siêu anh hùng X-Men: The Last Stand (2006), X-Men: Days of Future Past (2014) và The Marvels (2023). Các phim khác mà ông từng góp mặt có thể kể tới như: Down Periscope (1996), The Pentagon Wars (1998) và Swing Vote (2008). Ngoài ra, ông cũng lồng tiếng trong các phim Anastasia (1997), Toy Story 2 (1999) và vai Sideshow Bob trong The Simpsons (1990–nay). Ông đóng các vai khách mời trong 30 Rock (2010–2012), Unbreakable Kimmy Schmidt (2016) và Modern Family (2017). Với vai thị trưởng tham nhũng trong sê-ri phim chính trị Boss (2011–2012) trên đài Starz, ông thắng một giải Quả cầu vàng cho "Nam diễn viên chính xuất sắc nhất trong phim truyền hình chính kịch".